# Ким Чхан Рён
Ким Чхан Рён (кор. 김창룡?, 金昌龍?; 1920 — 30 января 1956) — корейский военачальник и политик, генерал-майор Вооружённых сил Республики Корея, глава Корейского контрразведывательного корпуса и один из ярых сторонников президента Кореи Ли Сын Мана. В годы Второй мировой войны — агент японских спецслужб. Убит в 1956 году.

## Биография
Родился в 1920 году в бедной крестьянской семье в городе Хамгён (ныне уезд Кымъя, провинция Хамгён-Намдо, КНДР) на территории под контролем Японской империи. По достижении совершеннолетия отправился служить в Императорскую армию Японии в Маньчжоу-го. Проходил службу в военной полиции и как детектив сотрудничал с Кэмпэйтай, помогая раскрывать «кротов», двойных агентов и источников советской разведки, а также охотясь на коммунистов. В 1941 году Ким, переодевшись в нищего, внедрился в сеть китайской разведки под руководством Вана Гунлая и, завоевав его доверие, начал передавать японским военным секретную информацию, которая привела к раскрытию крупной шпионской сети и аресте около 60 агентов советской разведки.
После капитуляции Японии Хамгён вошёл в советскую зону оккупации Кореи, а Ким был объявлен в розыск как шпион японских милитаристов. В конце 1945 года его бывший помощник Ким Юн Вон выдал Чхан Рёна советским войскам, которые арестовали последнего в Чхорвоне и приговорили к смерти за антикорейскую деятельность. Однако во время перевозки он выпрыгнул из грузовика и скрылся в доме родственника, где решил переждать и выбраться в американскую зону оккупации. Его выдали второй раз, уже корейским коммунистам, и отправили под стражу, однако Ким сбежал на юг, убив одного из охранников. В мае 1946 года Ким прибыл в Сеул и присоединился к Армии Республики Корея, проходил службу в разведывательном корпусе G-2. После образования КНДР и завершения Корейской войны Ким продолжил свою карьеру уже в политике, стремясь бороться против любого проявления коммунизма в Республике Корея, а также против коррупционеров.
Президент Ли Сын Ман стал доверять Ким Чхан Рёну после того, как тот арестовал Ким Сам Ёна и Ли Чо Ха, двух ключевых деятелей Южно-корейской партии труда. Фактически Чхан Рён стал правой рукой Сын Мана, считавшего, что армия сможет поддержать существовавший порядок в стране, и назывался идеальным молодым офицером, который мог бы «разобраться с бардаком в армии» и убрать любого, кто покусится на президента. Ирония судьбы заключалась в том, что Ким не представлял собой угрозы, поскольку сотрудничал с японцами и не получил бы поддержки от населения, возглавь он какой-либо заговор. Позже Ким, борясь со своими врагами среди армейских офицеров, вовлечёнными в коррупцию, заложил с помощью Армии США и Корпуса контрразведки основы для существования Национального агентства разведки Республики Корея, которое занималось поимкой шпионов из КНДР. За жёсткость Дуглас Макартур, по свидетельствам современников, называл Кима «Змеем». К июлю 1949 года стараниями американской и корейской контрразведок были арестованы свыше 5 тысяч солдат и офицеров по подозрению в сотрудничестве с коммунистами. В 1953 году Ким Чхан Рён, руководивший корейской контрразведкой, был произведён в бригадные генералы, а в 1955 году — в генерал-майоры. Однако он к тому моменту нажил много врагов, которые не раз пытались предпринять покушения на него.
Утром 30 января 1956 года недалеко от своего дома Ким обнаружил, что ему дорогу перекрыла машина, а когда потребовал водителя отъехать, то в ответ прозвучали три выстрела. Ким получил смертельное ранение в голову и скончался в больнице, куда его доставили. Похоронен на Национальном военном кладбище Тэджон, откуда его останки безуспешно требовали перенести родственники убитого Председателя временного правительства Кореи Ким Гу. В наши дни в самой Корее сложилось отрицательное отношение к Ким Чхан Рёну не только из-за его сотрудничества с японцами или ярой антикоммунистической позиции, но и в подозрении в организации убийства Ким Гу. В пользу этого свидетельствует тот факт, что Ким Чхан Рён приказал следить тщательно за офицером Ан Ду Хи, который был исполнителем убийства. Однако по официальной версии, руководителем операции был майор Чхан Эн Сан, командир артиллерийского корпуса, которого в июле 1950 года казнили в Тэгу по приговору Кима, а сам Ким, будучи всего лишь подчинённым, не мог организовать это убийство.